# 釜山高等学校
釜山高等学校（プサンこうとうがっこう）は、大韓民国釜山広域市東区に所在する公立高等学校。

## 概要
朝鮮総督府により、朝鮮で2番目に設立された旧制中学校以来の歴史がある。
日本統治時代は、主に内地人（日本人）生徒のための学校であったが朝鮮人生徒の入校も可能であった。1925年の全国中等学校優勝野球大会の本大会には、朝鮮代表として出場している。
1945年8月15日、日本の敗戦により内地人が本土へ帰還したことで、韓国人のみの学校として再出発した。1951年の学制改革によって同校は新制の釜山中学校と釜山高等学校に分割され、現在に至っている。

## 沿革
- 1913年3月9日 - （官立）釜山中学校開校。
- 1915年 - 年末に寄宿舎竣工。
- 1925年 - 朝鮮総督府から慶尚南道に移管され、釜山公立中学校に改称。全国中等学校優勝野球大会に出場（2回戦で山口県立柳井中学校に敗れる）。
- 1942年 - 釜山第二公立中学校（現・慶南高等学校）開校に伴い、釜山第一公立中学校に改称。
- 1945年8月 - 1946年に、日本の敗戦および内地人引き揚げ。
- 1946年3月 - 大韓民国の学校として新たに開校する。修業年限を6年制に変更。
- 1951年9月 - 学制改革によって、釜山中学校（3年制）と釜山高等学校（3年制）に分かれる。

## 著名な出身者
- 金東祚
- 朴漢伊
- 秋信守
- 馬海泳
- 鄭根宇
- 孫敏漢
- 全炳斗
- 陳甲龍
- チャスン・ペク